# Halictus hintzi
Halictus hintzi är en biart som beskrevs av Embrik Strand 1911. Halictus hintzi ingår i släktet bandbin, och familjen vägbin. Inga underarter finns listade i Catalogue of Life.